# Qué pobres tan ricos
 (срп. Богати сиромаси) мексичка је хумористичка теленовела, продукцијске куће Телевиса, снимана током 2013. и 2014.

## Синопсис
Марија Гвадалупе „Лупита“ Менћака  је лепа млада жена у тридесетим годинама, самохрана мајка, која живи са својим сином и остатком своје породице (отац, брат и сестра близанци) у типичном кварту за људе ниже класе у Мексико Ситију.
Мигел Анхел Руис-Паласиос типичан је примерак високе класе. Има 33 године, милионер је, и нема никаквих проблема у животу. Живи за журке, игре и жене, и уопште га не бринe шта ће бити са фирмом чији је председник, пошто ју је наследио.
Лупита и Мигел Анхел се упознају и наизглед немају ништа заједничко. Њихови светови су различити, њихове друштвене класе нису исте, а и карактери им се разликују. Ипак, судбина ће се потрудити да их споји на неочекиван начин.
Поставши жртвом сплетке свога рођака Алеха, који жели заузети његово место у фирми, Мигел Анхел је оптужен да је новац од фирме употребио да прикрије своје приватне приливе капитала на властити рачун. Не само да га сада тражи полиција, него су му преко ноћи сви банковни рачуни блокирани, заплењена му је имовина, и као да то није довољно, још су га прогласили и бегунцем пред правдом.
Очајан, и не знајући коме да се обрати, Мигел Анхел одлучи послушати своју баку Матилде, која га уверава да су власници неког имања изван града, које је некада давно његов деда купио. Одлучан да то имање прода и добије нешто новца, Мигел Анхел започиње рат са Лупитином породицом, која тамо живи и тврди да им имање припада, јер су га давно купили од његовог деде.
Како нико не може доказати своју тврдњу, богаташка породица долази живети са породицом Менћака и то у исту кућу пошто је једина на имању, сем једног клуба који се користи као ресторан и сала за догађаје.
Сусрет ова два света превасходно је комичан. Прво зато што Руис-Паласиоси не разумејy како живе Менћаке. Навикли су да свако има своју собу са приватним купатилом, а сада морају спавати сви у заједничким креветима и још делити једно купатило са више од десет људи који ту живе. Друго, нису навикли да раде, а сада морају некако да преживе, учећи активности којима се Менћаке баве, а које су њима свака више понижавајућа од друге. Треће, Мигел Анхел је ни мање ни више него Алехов рођак, човека који је уништио живот Лупити.
Упркос свим недаћама, немогућем заједничком животу и пресмешним преплитањима породица Менћака и Руис-Паласиос, љубав између Лупите и Мигел Анхела рађа се ниоткуда и нико је не може зауставити и тако све оно што се чинило неспојивим, почиње добијати смисао.
Тако су, од дубоке мржње, Менћаке и Руис-Паласиоси постали дружина са заједничким циљем: помоћи Мигел Анхелу да врати све што је изгубио у замену за то да кућа и клуб остану Менћакама.
Све делује да иде како треба док Алехо не одлучи напасти свом снагом на Лупиту, у намери да је уништи, тражећи старатељство над њиховим сином.
Лупита је присиљена побећи, уз Мигел Анхелову помоћ, који након што се супротстави свом рођаку напокон научи лекцију. Руис-Паласиосеви остају уједињени са Менћакама и њихови животи се заувек преплићу. Сви заједно научиће да не доноси срећу новац, него љубав, слога и заједништво. Да није потребно лепити се као пијавица за материјална добра и луксуз, него уживати у животу са свим добрим и лошим што он носи.
Након свега, није богат онај који више поседује, него онај који најмање треба.

## Глумачка постава

### Главне улоге
| Глумац:     | Улога:                             |
| ----------- | ---------------------------------- |
| Зурија Вега | Марија Гвадалупе „Лупита“ Менћака  |
| Хаиме Камил | Мигел Анхел Руис-Паласиос Ромањоли |
| Марк Тачер  | Алехо Руис-Паласиос Саравија       |

### Споредне улоге
| Глумац:               | Улога:                                          |
| --------------------- | ----------------------------------------------- |
| Ингрид Марц           | Минерва Фонтанет Бланко                         |
| Агустин Арана         | Саул Баљестерос                                 |
| Мануел „Флако“ Ибањес | дон Ћуј Менћака                                 |
| Артуро Пениче         | Непомусено Ескандиондас                         |
| Силвија Паскел        | Ана Софија Ромањоли, удовица Руис-Паласиосевих  |
| Ракел Панковски       | Исела Бланко де Фонтанет                        |
| Тијаре Есканда        | Вилма Теран Саде                                |
| Хосе Едуардо Дервес   | Диего Армандо Ескандиондас                      |
| Џонатан Бесера        | Хосе Тисок Менћака Мартинес                     |
| Дијего де Ерисе       | Леонардо Руис-Паласиос Ромаља                   |
| Летисија Пердигон     | Рефухио Мендоса                                 |
| Наташа Дупејрон       | Фрида Руис-Паласиос Ромаља                      |
| Габријела Самора      | Ла Гвенди                                       |
| Заиде Силва Гутјерес  | Кармелита                                       |
| Патрисија Навидад     | Ортенсија                                       |
| Далила Поланко        | Барбара                                         |
| Присила Авељанеда     | Ирланда                                         |
| Ивоне Гарса           | Аделаида                                        |
| Марисол Кастиљо       | Ерминија                                        |
| Палома Аредондо       | Мартина                                         |
| Кристина Пастор       | Алисија                                         |
| Кета Лават            | доња Матилде Алварес, удовица Руис-Паласиосевих |
| Роксана Пуенте        |                                                 |
| Габи Мељадо           |                                                 |
| Жералдин Галван       |                                                 |
| Данијел Дијас де Леон |                                                 |
| Поло Морин            |                                                 |
| Жоана Бенедек         |                                                 |